# Léon Lambert (1928-1987)
Pour les articles homonymes, voir Lambert et Léon Lambert.
Le baron Léon Lambert, né à Etterbeek (Bruxelles) le 2 juillet 1928 et mort à Anderlecht (Bruxelles) le 26 mai 1987, est un banquier et collectionneur d'art belge. 
Célibataire et sans enfants, il consacra toute sa vie à sa carrière qui le rendit célèbre dans le monde entier. Ainsi, lorsqu’il mourut à l’hôpital Érasme à Anderlecht le 26 mai 1987, de nombreux articles de presse reviendront sur la vie de celui qui, certains
diront alors, avait « allié la haute finance et les arts ».

## Biographie

### Famille et jeunesse
Léon Lambert, le fils aîné d’Henri Lambert et de Johanna von Reininghaus, était issu d’une grande famille de banquiers belges qui s’étendait sur trois générations. Elle avait été inaugurée par Caïn Samuel Lambert (1806-1875) – l’arrière-grand-père de Léon – qui, à la suite du second mariage de sa belle-mère avec Lazare Richtenberger, le représentant des Rothschild à Bruxelles, avait été introduit dans le monde de la finance ; très rapidement, il fonda la Banque Lambert, qui deviendra le représentant privilégié des Rothschild en Belgique. Son fils Léon (1851-1919), qu’on surnommait le « banquier du roi », prolongea l’œuvre de son père et finança une grande partie des projets coloniaux de Léopold II. Ensuite, Henri (1887-1933), le fils de Léon, succéda à son père, et c’est sous sa direction que la Banque Lambert s’autonomisa des Rothschild pour ne plus être leur simple succursale belge. 
Dès les premières années qui suivirent la naissance de Léon Lambert, l’aîné de la quatrième génération, les affaires de l’entreprise familiale (la Banque Lambert) semblaient se remettre du choc du Krach boursier de 1929 et de la crise qui s’ensuivit. Très vite pourtant – alors qu’il n’avait pas même atteint ses six ans – Léon Lambert perdit son père. C’est la mère du jeune enfant qui reprit l’affaire de la famille, en attendant la majorité de son fils aîné. 
Pendant la guerre, Léon Lambert poursuivit sa scolarité à Berne d’abord, puis en Amérique. Une fois la guerre terminée, il poursuivit ses études supérieures à Yale, à Oxford, et enfin à l'Institut des Hautes Études Internationales de Genève où il obtiendra sa licence en mars 1950.

### Carrière financière
En 1950, un an après avoir atteint sa majorité civile, le jeune baron prit la direction de la Banque H. Lambert (de Lhoneux, De Bruyn et Cie), qu’il s’empressa aussitôt de constituer en commandite simple, lui donnant le nom plus sobre de Banque Lambert. 
Sous sa direction, la Banque Lambert connut un essor spectaculaire, ce qui lui valut, à cause de son jeune âge, d’être appelé le Minou Drouet de la finance, Minou Drouet étant alors une poétesse qui connaissait un grand succès, bien qu’âgée de dix ans à peine. C’est aussi à cette époque que Camille Gutt, puis Ernest de Selliers de Moranville rejoindront la Banque Lambert. 
Dans un temps assez proche, lors l’été 1953, la Banque Lambert absorba la Banque de Reports et de Dépôts de qui elle reçut donc l’entièreté du fonds de commerce, accroissant ainsi de manière considérable ses capitaux. La même année, Léon Lambert fonda la Compagnie européenne pour l’Industrie et la Finance, puis se tourna vers la colonie congolaise pour laquelle il créa la holding Compagnie d’Afrique. Celle-ci, après avoir été absorbée par la Compagnie européenne pour l’Industrie et la Finance, deviendra la Compagnie d’Outremer pour l’Industrie et la Finance. En 1959, la Banque Lambert devint le principal actionnaire de la Compagnie d’Outremer pour l’Industrie et la Finance qui, au cours des années soixante, prendra finalement le nom de Compagnie Lambert pour l’Industrie et la  Finance.
En 1960, lors de l’indépendance du Congo, il poursuivra ses affaires dans l’ancienne colonie en créant la Société financière pour les Pays d’Outremer. Cette société avait pour but de mutualiser les risques survenus à la suite de l'indépendance des pays subsahariens, mais aussi d’éviter des potentielles nationalisations ou confiscations de biens qui appartenaient aux puissances coloniales d’antan. Dans le cadre de ses affaires au Congo, il s’entretiendra avec Mobutu qu’il qualifiera d’« interlocuteur cordial mais ferme ».
Au cours des années soixante, la carrière de Léon Lambert est en pleine expansion. La Banque Lambert absorbe de nombreuses banques, et le baron siège dans les conseils d’administration de plusieurs dizaines de sociétés, directement ou indirectement contrôlées par la Banque Lambert. En 1964, dans le contexte de cette expansion considérable et inspiré par les pratiques financières du monde anglo-saxon, Léon Lambert tenta ce qu’on considère aujourd’hui comme la première offre publique d'achat (OPA) belge. Le baron engagea la Compagnie Lambert pour l’Industrie et la Finance, dont sa banque était le principal actionnaire, à réaliser une offre publique d’achat contre la Sofina. Pourtant, contre ses attentes, la Société générale de Belgique déclara une contre-OPA et réussit à prendre possession de la Sofina.
Près de dix ans plus tard, en 1972, la Compagnie Lambert pour l’Industrie et la Finance fusionna avec deux sociétés, la Brufina et la Cofinidus, pour former le Groupe Bruxelles Lambert. Peu de temps après, en 1975, la Banque Lambert s’unit à la Banque de Bruxelles pour former la Banque Bruxelles Lambert (BBL) qui devint dès lors la deuxième plus grande banque belge. Notons qu’Alexandre Lamfalussy, négociateur pour la Banque de Bruxelles, avait « longuement hésité avant d’embrasser le nom des Lambert » dans le nom de la nouvelle banque, et cela principalement par peur de perdre sa clientèle arabe. En effet, Léon Lambert aurait soutenu financièrement de nombreuses associations israéliennes, ce qui pouvait nuire aux affaires avec le monde arabe, en grande partie hostile à l’État d’Israël.
Au cours des années septante, le baron jouera un rôle résolument international à une époque où « le multinational banking » s’était « progressivement ancré dans les mœurs financières ». La Banque Lambert investit ses capitaux dans de nombreux pays étrangers. En outre, le baron établit deux filiales aux États-Unis d’Amérique, la Brussels Lambert Company et la Drexel Burnham Lambert, ce qui n’est guère étonnant quand on est au fait de ses affinités avec le monde américain, il était notamment un familier de la scène homosexuelle new-yorkaise. Son intervention dans le marché boursier américain sera couronnée de succès, ce qui lui vaudra de nombreux reproches, une partie de la presse belge l’accusant de se détourner de l’Europe et de la Belgique.

### Des années moins heureuses
Les dernières années de la carrière de Léon Lambert seront moins heureuses. Face à la crise des années quatre-vingt et à un lourd endettement, le Groupe Bruxelles Lambert se voit à court de liquidités, et par conséquent incapable de verser à ses actionnaires leurs dividendes. En quête de refinancement, le Groupe Bruxelles Lambert laissera Albert Frère le rejoindre ; toutefois, alors que les relations entre les deux financiers se détérioreront, Albert Frère évincera le baron du groupe qui se verra « progressivement dépossédé de ses joyaux ».

### Un collectionneur de grande renommée
Si Léon Lambert consacra le plus clair de son temps à sa carrière financière, il fut également un collectionneur de grande renommée. Ainsi, en 1970, il fonda la société Artémis, destinée à faciliter le financement rapide des collectionneurs et des musées pour l’achat d’œuvres d’art. Passionné d’art contemporain, il fut membre protecteur de la Ligue esthétique belge et du conseil international du Museum of Modern Art de New-York. En outre, il fut administrateur de la Cinémathèque royale de Belgique et de la Société philharmonique de Bruxelles. 

### Un«nationaliste européen»
Se décrivant lui-même comme un « nationaliste européen », le baron Lambert avait rejoint dès 1959 la Ligue européenne de Coopération économique et se disait favorable à la création d’une monnaie unique européenne.

### Fin de vie
Pourtant, il mourra bien avant l’apparition de la monnaie unique des suites du SIDA. Au mois de mai 1987, quelques jours avant sa mort seulement, Léon Lambert avait déjà démissionné de la plupart de ses fonctions. Lorsqu’il s’éteint, il ne laissa derrière lui ni épouse ni descendance. Il fut inhumé dans le cimetière du Dieweg à Uccle, avant que soient organisées deux cérémonies en son honneur à Bruxelles et New-York. Lors de la cérémonie New-Yorkaise Henry Kissinger et David Rockefeller ont prononcé un éloge funèbre, par ailleurs l'activiste pour le droit des homosexuels Larry Kramer était également présent .